# Capnobotes arizonensis
Capnobotes arizonensis är en insektsart som först beskrevs av Rehn, J.A.G. 1904.  Capnobotes arizonensis ingår i släktet Capnobotes och familjen vårtbitare. Inga underarter finns listade i Catalogue of Life.